# Campeonato Mundial de Halterofilismo de 1904
O 5º Campeonato Mundial de Halterofilismo foi realizado em Viena, na Áustria entre 17 e 18 de abril de 1904. Participaram 13 halterofilistas de 4 nacionalidades. 

## Medalhistas
| Evento           | Ouro                      | Prata                 | Bronze                      |
| ---------------- | ------------------------- | --------------------- | --------------------------- |
| Categoria aberta | Josef Steinbach · Áustria | Josef Grafl · Áustria | Johann Staudinger · Áustria |

## Quadro de medalhas
| Ordem | País    | Medalha de ouro | Medalha de prata | Medalha de bronze | Total |
| ----- | ------- | --------------- | ---------------- | ----------------- | ----- |
| 1     | Áustria | 1               | 1                | 1                 | 3     |
| Total | Total   | 1               | 1                | 1                 | 3     |